# Nauruańska Korporacja Fosforytowa
Nauruańska Korporacja Fosforytowa (ang. Nauru Phosphate Corporation – NPC, od 2005 Republic of Nauru Phosphate Corporation – RONPHOS) – kompania znajdująca się całkowicie w rękach rządu Nauru, najmniejszej republiki świata i mikronezyjskiej wyspie o powierzchni 21 km kwadratowych.

## Historia
Na Nauru znajdowały się jedne z największych złóż fosforytów na świecie. Przed uzyskaniem przez wyspę niepodległości eksploatowały je, niczym w kolonii, Australia, a przedtem też Wielka Brytania i Niemcy (w ramach British Phosphate Commissioners). Jednakże po proklamowaniu niepodległości rząd znacjonalizował złoża, powołując do życia NPC w celu podjęcia ich eksploatacji.
Dzięki temu Nauru z czasem uzyskało największy dochód narodowy w przeliczeniu na jednego mieszkańca. Pracownikami i zarządcami NPC byli wyłącznie Nauruańczycy. Jednakże obecnie zasoby znajdują się na wyczerpaniu, a eksploatacja doprowadziła do zachwiania równowagi ekologicznej na wyspie. Planowana jest rekultywacja.
Rząd republiki inwestuje zyski wypracowane przez spółkę poprzez państwowy fundusz majątkowy Nauru Phosphate Royalties Trust (NPRT) w różne przedsięwzięcia za granicą.
1 lipca 2005 Nauruańska Korporacja Fosforytowa zmieniła nazwę na Republic of Nauru Phosphate Corporation (RONPHOS). Było to spowodowane restrukturyzacją spółki, kontynuowaną w 2006 roku. W jej wyniku dokonano napraw i przebudowy instalacji oraz urządzeń, wykorzystywanych do produkcji i transportu fosforytów oraz w celu zmniejszenia emisji pyłu.